# Dilobopterus myersi
Dilobopterus myersi är en insektsart som beskrevs av Young 1977. Dilobopterus myersi ingår i släktet Dilobopterus och familjen dvärgstritar. Inga underarter finns listade i Catalogue of Life.